# Jianwen
Jianwen, chiń. 建文, imię osobiste: Zhu Yunwen, chiń. 朱允炆, (ur. 5 grudnia 1377, zm. prawdopodobnie 13 lipca 1402) – drugi cesarz Chin z dynastii Ming, panujący od 24 czerwca 1398 roku do 13 lipca 1402 roku.

## Życiorys
Zhu Yunwen był drugim synem Zhu Biao (oficjalnego dziedzica tronu), wnukiem Hongwu. Zhu Biao zmarł jednak jeszcze przed swoim ojcem, 17 maja 1392 roku. Ponieważ 10 lat wcześniej zmarł także najstarszy syn Zhu Biao, 28 września 1392 roku to właśnie Zhu Yunwen został ogłoszony następcą. Tron objął po śmierci swojego dziadka 24 czerwca 1398 roku, przyjmując tytuł Jianwen. Miał wtedy 20 lat. Jianwen niemal od początku rządów napotkał opór ze strony wpływowych wujów, zwłaszcza Zhu Di, księcia Yan, który dowodził wojskami na północnej granicy. Zhu Di zakwestionował legalność władzy cesarza, rozpoczynając w 1399 roku rebelię. Zhu Di Zakwestionował prawa Jianwena do tronu i w ten sposób rozpoczęła się niszczycielska wojna domowa, która zdewastowała olbrzymie połacie Chin Północnych i Środkowych. Ostatecznie po zaciętych i prowadzonych ze zmiennym szczęściem walkach Zhu Di zdobył stolicę państwa, Nankin. 13 czerwca 1402 roku młody cesarz zniknął po pożarze swojego pałacu.
W pożarze pałacu zginąć miał najstarszy syn i następca cesarza – Zhu Wenkui. Przeżył natomiast młodszy syn – Zhu Wengui, który jednak nie zdołał przejąć dziedzictwa i żył w areszcie domowym w pałacu Guang'an.
Nigdy nie udało się znaleźć bezpośrednich dowodów śmierci Jianwen w pożarze, z biegiem czasu zaś rosła legenda władcy niesprawiedliwie pozbawionego tronu. W związku z powyższym pojawiła się opowieść o tym, jak po wtargnięciu wojska Zhu Di do stolicy wierny dworzanin wręczył Jianwenowi szkatułkę, zawierającą szaty i dyplom mnicha oraz nożyczki, którą miał mu pozostawić na tego rodzaju okoliczność jego dziadek, Hongwu. Cesarz miał zatem obciąć włosy i w przebraniu wymknąć się z miasta, by resztę życia spędzić jako mnich wędrujący i żebrzący po całych Chinach. Dopiero w 1440 roku miano go rozpoznać dzięki napisanemu przezeń poematowi, a jego tożsamość potwierdził jeden ze starych eunuchów. W tym czasie Chinami rządził prawnuk Zhu Di, Zhu Qizhen, który postanowił nie nadawać sprawie rozgłosu, ale zezwolił Jianwenowi na spędzenie ostatniego roku życia w Pekinie. Większość uczonych kwestionuje jednak historyczność tej opowieści.
Zhu Di kazał wykreślić imię Jianwena z oficjalnych zapisów, a lata jego panowania zostały ex post nazwane latami 32 do 35 panowania Hongwu. Z tego powodu zarówno sam Jianwen, jak i jego panowanie było często nazywane "Gochu" – "wykreślony"/"wykreślone". Dopiero cesarz Wanli w październiku 1595 roku przywrócił erę panowania Jianwen oficjalnej historii, tym samym rozpoczynając proces naprawiania niesprawiedliwości. W lipcu 1644 roku cesarz południowej dynastii Ming, Zhu Yousong, po 242 latach nadał Jianwenowi imię pośmiertne Rang Huangdi (讓皇帝, abdykujący cesarz) oraz imię świątynne Huizong (惠宗). Jednakże nowa dynastia Qing nie uznała panowania Zhu Yousonga, a tym samym także jego aktów, dlatego we wrześniu 1736 roku cesarz Qianlong nadał Jianwenowi jeszcze raz imię pośmiertne, tym razem brzmiące Gongmin Hui Huangdi (恭閔惠皇帝).